# José Joaquín de Ysasi-Ysasmendi
José Joaquín de Ysasi-Ysasmendi Adaro (Madrid, 31 de enero de 1927-Ibidem, 26 de diciembre de 2020) fue un abogado del Estado y empresario español. Ejerció como jurista, siendo árbitro de la Corte Civil y Mercantil de Arbitraje (CIMA).

## Biografía
Fue uno de los hijos del militar Joaquín Isasi Isasmendi y de su esposa Mercedes de Adaro y Abaitúa (1895-1993).
José Joaquín de Ysasi-Ysasmendi Adaro obtuvo la licenciatura de Derecho en 1947. En 1951 ingresó en la Carrera Judicial ejerciendo como juez en varios municipios de la provincia de Ávila. En 1953 aprobó la oposición al Cuerpo de Abogados del Estado ejerciendo la Abogacía del Estado, primero en Cádiz y posteriormente en el Tribunal Central Económico Administrativo en Madrid.

## Trayectoria
En 1960 inició su actividad empresarial en el Grupo Sociedad General Azucarera de España, de la que fue su Presidente Ejecutivo (1971-1999), y posteriormente Presidente del Grupo Pedro Domecq (1975-1995). También fue Subsecretario de Comercio y miembro del Consejo de Administración del Instituto Nacional de Industria (1968-1969), Presidente del Consejo Superior de las Cámaras de Comercio de España (1974-1979), Presidente del Círculo de Empresarios (1984-1992) y Presidente Fundador de SECOT (Seniors Españoles para la Cooperación Técnica). En el ámbito internacional ha sido miembro del Consejo Internacional del Chase Manhattan Bank (1987-1995) y del Consejo Asesor del Grupo francés Saint-Gobain (1985-1993). 
En el orden cultural y universitario, José Joaquín de Ysasi-Ysasmendi Adaro perteneció a los Patronatos de la Universidad Pontificia de Salamanca, del Centro Universitario Francisco de Vitoria, de la Fundación Gregorio Marañón, y fue, asimismo, Presidente de la Asociación de Amigos del Museo Reina Sofía.
Su biografía figura en el Diccionario Biográfico de la Real Academia de la Historia (Tomo 50) y él es autor de un relato de la experiencia vivida por su padre, el Teniente General de Estado Mayor Joaquín de Ysasi-Ysasmendi y Aróstegui, durante la Guerra Civil y que, por su valor testimonial, figura publicado en el Boletín de la Real Academia de la Historia (Tomo CXCIX, Cuaderno III, páginas 367-397).
Casado con Cristina Pemán, él tuvo tres hijos: José Ignacio, Pedro y Cristina Ysasi-Ysasmendi Pemán.

## Premios y distinciones
El Gobierno Español le otorgó  en 2017 la Gran Cruz de la Orden Civil de Alfonso X el Sabio.